# Barokmusik
Barokmusik er betegnelsen for en europæisk klassisk musikstil i barokken, som var vidt udbredt mellem år 1600 og 1750. Barokmusikken fulgte renæssancemusikken og gik forud for wienerklassikken. I barokken levede verdenskendte komponister som Antonio Vivaldi, Georg Friedrich Händel og Johann Sebastian Bach. Diderik Hansen Buxtehude var en danskfødt barok-komponist.
Barokkens musikstil kendetegnes ved at være streng hvad angår takt, tempo og rytme. Der gøres desuden ofte brug af musikalsk ornamentik og generalbas.

## Oversigt
Året 1600 danner et vigtigt vendepunkt i musikkens historie. Den "polyfone" stil afløses af den "homofone", nye kunstformer, opera og oratorium, fremstår, og instrumentalmusikken udvikler sig som selvstændig kunst. Den ny tidsånd viser sig først i en stærk reageren mod den foregående periodes kunstige stil. Renæssancens ånd har omsider nået tonekunstens verden. Man drømte i Italien om at genføde den antikke tragedie med dens musikalske iklædning, idet man konstruerede en art tonetale (monodi), som man mente antikken havde benyttet. På denne vis opstod henad 1600 det musikalske drama, dramma per musica, i Firenze, 1594 Dafne, 1600 Euridice, teksterne af Rinuccini, musikken af Peri og af Caccini. I året 1600 møder fremdeles komponisten Cavalieri med et gejstligt musikdrama i Rom, et oratorium, La rappresentazione di anima e di corpo. Det ny stilprincip er i alle disse og følgende musikdramaer det homofone med instrumental ledsagelse; bygget på akkorder ("generalbas") føres en enkelt stemme, der snart i recitativ, snart i ariose perioder afsynger teksten. "Melodien" har dermed emanciperet sig fra polyfonien, og stile rappreseritativo, som man dengang kaldte den, har dermed afløst den tidligere a-cappella-stil. I forbindelse med denne nydannelse af melodien står en stærk udvikling af kromatikken på den tidligere diatoniks bekostning, endelig optræder de moderne tonearter dur og moll og trænger efterhånden de gamle kirketonearter tilbage.
I Firenze begyndte musikdramaet som virkeligt drama med musikalsk iklædning, idet musikken kun spillede en tjenende rolle. Fra Firenze omplantedes det nu til Venedig, hvor det i det 17. århundrede under mestre som Monteverdi, Cavalli og Cesti udvikledes både teknisk og kunstnerisk, så at det importeredes til hofferne i Paris og Wien. Allerede dengang havde imidlertid det oprindelige forhold mellem tekstens og musikkens indbyrdes stilling begyndt at forskyde sig, idet musikken mere og mere bredte sig på tekstens bekostning. Og da denne kunstart efter 1700 tog fast sæde i Neapel under Alessandro Scarlatti, kom det oprindelige musikdrama snart til at vige pladsen for den egentlige opera, hvor det musikalske ganske fik overtaget. Den neapolitanske skole grundlagde derved det ejendommelig italienske musikalske supremati, som strakte sig frem til begyndelsen af det 20. århundrede. I denne italienske opera seria blev i stigende mål sangerne og deres virtuositet hovedsagen, for hvilken den dramatiske handling og kravene til dramatiske sandhed mere og mere måtte træde i baggrunden, til sidst skreves operaerne alene for sangernes skyld. Sangerinder som Cuzzoni eller Faustina Hasse, kastrater som Senesino eller Farinelli lagde verden for deres fødder, mens komponister som Leo, Vinci, Pergolesi, Jomelli, Piccini, Paesiello, Cimarosa og alle de andre komponister af den neapolitanske skole tog sindene fangne ved deres melodiers berusende sødme. Overalt i det 18. og langt ind i det 19. århundrede herskede denne italienske operastil. Et forsøg på at grundlægge en national tysk opera i Hamborg (1678—1738) strandede til sidst, ikke så meget af mangel på talentfulde komponister (Keiser, Händel, Telemann) som på publikums mangel på forståelse. Kun Paris holdt en selvstændig stilling. Under protektion af Ludvig XIV havde florentineren Lully (1672) overtaget den året i forvejen af Perrin og Cambert grundlagte franske operascene. Han skabte da et nationalt fransk musikdrama ud fra samme kunstprincipper som det gamle florentinske. I samme spor fortsatte senere Rameau og andre franske komponister. Og det var med støtte i dette franske musikdrama, at Gluck i slutningen af det 18. århundrede iværksatte og gennemførte sin operareform, der første gang trådte op imod den italienske operas overherredømme.
Oratoriet, der var begyndt i Rom som kirkeligt musikdrama, nåede sammesteds hurtig ved Carissimi et højt standpunkt. Senere kunne det imidlertid ikke holde stand som særlig kunstart imod den alt opslugende opera. Altid mere udviskedes forskellen mellem de to kunstarter. Først Händel bragte forandring i dette forhold, og blev regnet som oratoriets største mester. På kirkemusikkens område trængte i øvrigt den ny stil stærkt frem. Viadanas såkaldte "kirkekoncerter" (1602) dannede begyndelsen til en hel ny og meget udbredt kunstart, hvor solostemmer snart alene, snart i forbindelse med kor og obligate instrumenter vekslede med hinanden, en kunstgren, der både i de fyrstelige kapeller og i kirken efterhånden fortrængte den polyfone a-cappella-stil. I Tyskland gav reformationen med Luthers kirkesang stødet til en ejendommelig, kraftig udviklet protestantisk kirkekunst (Eccard, Praetorius, Heinrich Schütz), som kulminerede i Johann Sebastian Bach.
Ligeledes instrumentalmusikken skabte sig nye former, suiten, sonaten, solokoncerten. Orgelmusikken fik sine særlige repræsentanter (Merulo, Frescobaldi, Sweelinck, Froberger, Pachelbel, Buxtehude) såvel som klaveret (Domenico Scarlatti, Couperin, Rameau, John. Bull, Kuhnau) og violinen (Corelli, Vivaldi, Tartini, Leclair). Samtidig går instrumentbygningen stærkt frem, Cremona bliver hjemstedet for en skole af violinbyggere (Amati, Stradivarius, Guarnerius), som aldrig senere er overgået. Det i den omhandlede periode erhvervede ny kunstmateriale, særlig for harmoniens vedkommende, fandt sin videnskabelige begrundelse hos Rameau og hos Tartini.
Hvor det 17. århundrede var nydannelsernes tid blev det 18. århundrede klassikernes. På dette tidspunkt begynder Tyskland at gøre sig stærkt gældende, mens de andre, hidtil førende lande taber i betydning. Frankrig kaster sig ensidig over operaen. England, som i middelalderens og renæssancens tid havde en højt udviklet tonekunst, kulminerer i den højt begavede Henry Purcell (død 1695), men går siden omtrent helt ud af spillet som selvstændigt musikland. Kun Italien bevarer endnu en førerstilling, men den besnærende opera tærer på kræfterne, og den tid er ikke fjern, da dette land må slippe tøjlerne. Händel og Johann Sebastian Bach bliver da det 18. århundredes store navne. De nye musikformer modtog gennem dem den fulde udvikling. Øvet i operaens teknik, som han var ved sine talrige, højt talentfulde operaer, skabte Händel, delvis under engelsk påvirkning, den stolte række af oratorier med en monumental plastik, som ingen senere har nået til. Bach bragte instrumentalmusikken og den protestantiske kirkemusik helt op til ideale højder. Lige over for den storslåede kraft, den lyriske fylde og dybde i hans værker står eftertiden endnu beundrende. På operaens felt træder Gluck op som reformator, idet han hævder den dramatiske sandheds ret lige over for den senere italienske operas unatur.

## Musikformer

### Dansesuiten
Under barokken var dansesuiten en populær form for komposition: hver sats blev skrevet til en bestemt type dans, bortset fra ouverture. Alle satser i samme værk er i samme toneart.
En suite kunne indeholde følgende danse:
- Allemande
- Bourrée
- Courante
- Chaconne
- Gavotte
- Gigue
- Minuet
- Passacaglia
- Passepied
- Sarabande

Kendte baroksuiter"
- Johann Sebastian Bachs 6 Cellosuiter (BWV 1007-1012) og hans 4 Orkestersuiter (BWV 1066-1069)
- Georg Philipp Telemanns Tafelmusik

### Opera
Operaen opstod i Firenze omkring år 1600 og markerer overgangen fra renæssancemusikken til den barokken. Formen blander musik med dramatik: musikken komponeres til en libretto og opføres af solister (operasangere) og et orkester som et teaterværk.
Kendte eksempler på barokopera:
- Claudio Monteverdis Il ritorno d'Ulisse in patria (SV 325)
- Georg Friedrich Händels Julius Cæsar (HWV 17)

### Oratorium
Oratoriet minder om operaen, men gør hverken brug af skuespillere, kostumer eller kulisser. Det komponeres efter en libretto, som fastlægger værkets tema, men som ikke nødvendigvis skal være narrativ. Oratorier har oftest religiøse temaer og gør brug af kor i højere grad end operaen.
Kendte oratorier:
- Diderik Hansen Buxtehudes Membra Jesu Nostri (BuxWV 75)
- Georg Friedrich Händels Messias (HWV 53)
- Johann Sebastian Bachs Juleoratorium (BWV 248)

## Særlige instrumenter
- Baroktrompet
- Basun
- Blokfløjte
- Cembalo
- Drejelire
- Gambe
- Lut
- Orgel

### Kurvede violinbuer
Nogle mener, at en bestemt kurvet violinbue var i brug i Tyskland på Johann Sebastian Bachs tid og angiver det som grunden til, at han skrev akkorder i sine værker for violin. Andre mener, at påstanden ikke er faktuel. Den gjorde det muligt at spille rene akkorder i et enkelt strøg. Man holdt buen, så tommelfingeren blev brugt til at stramme buens hår. Hårene løsnedes, når man skulle spille flere strenge samtidig.
I 1950'erne opfandt instrumentbyggeren Knud Vestergaard en bue efter dette design, kendt som Vega-buen eller Bach-buen. Cellisten Michael Bach har ligeledes udviklet en kurvet bue for strygere.
En kurvet violinbue giver en lidt mørkere og mere afslappet lyd. Nogle få optagelser af musik spillet med en sådan bue kan findes online.

## Barok-komponister
- Wikimedia Commons har flere filer relateret til Barokmusik
- Alessandro Scarlatti (1660-1725)
- Antonio Vivaldi (1678-1741)
- Claudio Monteverdi (1567-1643)
- Diderik Hansen Buxtehude (1637-1707)
- Domenico Scarlatti (1685-1757)
- François Couperin (1668-1733)
- Georg Friedrich Händel (1685-1759)
- Georg Philipp Telemann (1681-1767)
- Giovanni Battista Pergolesi (1710-1736)
- Heinrich Schütz (1585-1672
- Henry Purcell (1659-1695)
- Jacopo Peri (1561-1632)
- Jean-Baptiste Lully (1632-1687)
- Jean-Philippe Rameau (1683-1764)
- Jan Pieterszoon Sweelinck (1562-1621)
- Johann Jakob Froberger (1616-1667)
- Johann Sebastian Bach (1685-1750)
- Marc-Antoine Charpentier (1643-1704)
- Sylvius Leopold Weiss (1687-1750)
- Tomaso Albinoni (1671-1751)